# Jonantán Villal
Jonantán Villal Ozuna (ur. 6 stycznia 2005 w Atlancie) – meksykański piłkarz z obywatelstwem amerykańskim występujący na pozycji ofensywnego pomocnika, od 2024 roku zawodnik Atlético San Luis.